# Тристаннид пентасамария
Тристаннид пентасамария (триоловопентасамарий) — бинарное неорганическое соединение
самария и олова
с формулой Sm5Sn3,
кристаллы.

## Получение
- Сплавление стехиометрических количеств чистых веществ:

{\displaystyle {\mathsf {5Sm+3Sn\ {\xrightarrow {1505^{o}C}}\ Sm_{5}Sn_{3}}}}

## Физические свойства
Тристаннид пентасамария образует кристаллы
гексагональной сингонии, пространственная группа P 63/mmc, параметры ячейки a = 0,9089 нм, c = 0,6610 нм, Z = 2,
структура типа трисилицида пентамарганца Mn5Si3
.
Соединение конгруэнтно плавится при температуре 1505°С

(1605°С ).